# Saxifraga spruneri
Saxifraga spruneri är en stenbräckeväxtart som beskrevs av Pierre Edmond Boissier. Saxifraga spruneri ingår i Bräckesläktet som ingår i familjen stenbräckeväxter. Utöver nominatformen finns också underarten S. s. deorum.